# Deportes Peñalolén
Deportes Peñalolén är en fotbollsklubb från Peñalolén, Santiago, Chile. Klubben bildades den 11 januari 2007 och spelade första säsongen i Tercera A, den tredje högsta divisionen i fotboll, från vilken man flyttades ner inför säsongen 2010. Klubben spelar på Estadio Municipal de Peñalolén, som tar 3 500 åskådare.